# Liste der Bodendenkmale in Holzminden
In der Liste der Bodendenkmale in Holzminden sind die Bodendenkmale der niedersächsischen Gemeinde Holzminden aufgeführt. Die Quelle ist der Denkmalatlas Niedersachsen. 

Holzminden im Landkreis Holzminden

Der Stand der Liste ist der 1. Februar 2025.

## Allgemein
In den Spalten finden sich folgende Informationen des Bodendenkmales:
| Lage         | geographische Koordinaten                                                           |
| Bezeichnung  | Bezeichnung lt. Denkmalatlas                                                        |
| Beschreibung | Beschreibung lt. Denkmalatlas                                                       |
| ID           | Objekt-ID                                                                           |
| Bild         | Bild, ggf. zusätzlich mit Link zu weiteren Fotos im Medienarchiv Wikimedia Commons. |

## Neuhaus im Solling
| Lage                        | Bezeichnung                      | Beschreibung                                                   | ID       | Bild |
| --------------------------- | -------------------------------- | -------------------------------------------------------------- | -------- | ---- |
| 51° 47′ 3″ N, 9° 27′ 20″ O  | Neuhaus im Solling 5, Kreuzstein |                                                                | 28968198 | BW   |
| 51° 46′ 45″ N, 9° 28′ 52″ O | Neuhaus im Solling 6, Glashütte  |                                                                | 28968199 | BW   |
| 51° 47′ 10″ N, 9° 31′ 13″ O | Neuhaus im Solling 10, Grabhügel |                                                                | 28949608 | BW   |
| 51° 47′ 11″ N, 9° 31′ 14″ O | Neuhaus im Solling 11, Grabhügel | Durchmesser ca. 4,5 m und Höhe ca. 0,5 m. Annähernd kreisrund. | 28949609 | BW   |